# Vắc-xin tiểu đơn vị
Vắc xin tiểu đơn vị là vắc-xin có một hoặc nhiều kháng nguyên đối với hệ thống miễn dịch mà không chứa các hạt mầm bệnh. Từ "tiểu đơn vị" có nghĩa là kháng nguyên trong vắc xin chỉ là một đoạn của mầm bệnh và các kháng nguyên liên quan có thể là bất kỳ phân tử nào, chẳng hạn như protein, peptide hoặc polysaccharide. Cũng giống như vắc xin bất hoạt, vắc xin tiểu đơn vị hoàn toàn "chết", và do đó có ít rủi ro hơn.

## Vắc xin kết hợp
Vắc xin kết hợp là loại vắc xin kết hợp kháng nguyên yếu với kháng nguyên mạnh làm chất mang để hệ miễn dịch có phản ứng mạnh hơn với kháng nguyên yếu.

## Tiểu đơn vị protein
Tiểu đơn vị protein là một phân tử protein đơn lẻ lắp ráp (hoặc cùng lắp ráp) với các phân tử protein khác để tạo thành một phức hợp protein.
Một phương pháp sản xuất tiểu đơn vị dựa trên protein liên quan đến việc cô lập một protein cụ thể khỏi virus và tự quản lý nó. Một điểm yếu của kỹ thuật này là các protein cô lập có thể bị biến tính. Phương pháp thứ hai để sản xuất vắc-xin tiểu đơn vị bao gồm việc đưa gen của kháng nguyên từ virus hoặc vi khuẩn được nhắm mục tiêu vào một virus khác (vectơ virus), nấm men (vectơ nấm men), như trong trường hợp vắc-xin viêm gan B hoặc vi khuẩn giảm độc lực (vector vi khuẩn) để tạo ra virus hoặc vi khuẩn tái tổ hợp làm thành phần quan trọng của vắc xin tái tổ hợp (còn được gọi là vắc xin tiểu đơn vị tái tổ hợp). Vectơ tái tổ hợp được biến đổi bộ gen sẽ biểu hiện kháng nguyên. Kháng nguyên (một hoặc nhiều tiểu đơn vị của protein) được chiết xuất từ vectơ. Cũng giống như các vắc xin tiểu đơn vị rất thành công, kháng nguyên được tạo ra từ vectơ tái tổ hợp sẽ ít hoặc không có nguy cơ đối với bệnh nhân. Đây là loại vắc-xin hiện đang được sử dụng cho bệnh viêm gan B, và nó phổ biến trong thực nghiệm, được sử dụng để cố gắng phát triển vắc-xin mới cho các loại virus khó tiêm chủng như virus Ebola và HIV.

## Tiểu đơn vị peptide
Vắc xin tiểu đơn vị dựa trên peptide sử dụng peptide thay vì protein đầy đủ.

## Tiểu đơn vị polysaccharide
Vắc xin polysaccharide vi capsular (ViCPS) chống lại bệnh thương hàn do serotype Typhi của Salmonella enterica gây ra. Thay vì là một protein, kháng nguyên Vi là một polysaccharide dạng viên nang vi khuẩn, được tạo thành từ một chuỗi đường dài liên kết với lipid. Các vắc xin dạng viên nang như ViCPS có xu hướng yếu trong việc kích thích các phản ứng miễn dịch ở trẻ em. Tạo vắc xin kết hợp bằng cách liên kết polysacchide với một biến độc tố sẽ làm tăng hiệu quả của vắc xin.